# Merry Christmas II You
Merry Christmas II You é o segundo álbum natalino e décimo terceiro álbum de estúdio da artista musical estadunidense Mariah Carey. Foi lançado pela Island Records em 2 de novembro de 2010. Gravação começou em abril de 2010 e continuou enquanto Carey ficou grávida. Ela foi produtora executiva de Merry Christmas II You e trabalhou com vários produtores de discos, incluindo Bryan-Michael Cox, Jermaine Dupri, Randy Jackson, James Poyser, Marc Shaiman, James "Big Jim" Wright and Johnny "Sev" Severin do RedOne. O álbum conta com a mãe de Carey, Patricia Carey, como vocalista convidada em "O Come All Ye Faithful/Hallelujah Chorus". O álbum é composto de músicas inéditas e regravações, baladas e faixas em andamento acelerado. Incorpora sonoridades de R&B, soul e música house em sua composição.
O álbum recebeu críticas mistas de críticos de música, que elogiaram sua sensação descontraída, porém alegre e contemporânea, enquanto outros achavam que era previsível e muito produzido em algumas faixas. Ele estreou no número quatro na Billboard 200, e alcançou o número um na tabela Top R&B/Hip-Hop Albums. Mais tarde, foi certificado como ouro pela Recording Industry Association of America (RIAA), denotando vendas superiores a 500.000 cópias. Em outros lugares, no entanto, o álbum não conseguiu causar impacto, alcançando a posição de número 30 na Austrália e na Hungria, e os 50 maiores da Áustria e da Itália. Ele ficou de fora do top cem no Reino Unido por uma posição, chegando a um centésimo e um na parada de álbuns.
O álbum produziu três singles, incluindo o sucesso "Oh Santa!", que assumiu o primeiro posto da tabela estadunidense Adult Contemporary em sua segunda semana, a subida mais rápida na história do gráfico e a única música do álbum a obter esse feito. Outros singles incluíram "Auld Lang Syne (The New Year's Anthem)", uma versão single de "When Christmas Comes" em 2011 com John Legend e o promocional "Christmas Time Is in the Air Again" em 2012. Para divulgar o álbum, Carey fez aparições promocionais no The Ellen DeGeneres Show e Lopez Tonight, e apresentou seu próprio especial de televisão chamado Mariah Carey: Merry Christmas to You.

## Antecedentes e produção
O décimo segundo álbum de estúdio de Mariah Carey, Memoirs of an Imperfect Angel, foi lançado em 2009. Produziu o grande sucesso "Obsessed", top 10 da Billboard Hot 100. No entanto, os singles subsequentes falharam em repetir seu sucesso, com "I Want to Know What Love Is" chegando ao número 60 no Hot 100, e "H.A.T.E.U."  alcançando o número 72 no Hot R&B/Hip-Hop Songs. Carey revelou que ela pretendia relançar Memoirs of an Imperfect Angel como um álbum de remixes no início de 2010, intitulado Angels Advocate, que consistiria de remixes das músicas padrão com novos artistas de destaque, incluindo Mary J. Blige, Snoop Dogg, Trey Songz, R. Kelly, T-Pain, Gucci Mane e OJ da Juiceman. A data de lançamento da edição padrão lançada em 23 de fevereiro de 2010, e depois relançado de volta para 9 de março. Ele foi ainda mais relançado em 30 de março. "Angels Cry" e "Up Out My Face" de Memoirs of an Imperfect Angel foram lançados como remixes com Ne-Yo apresentando no primeiro e Nicki Minaj no segundo. No entanto, foi confirmado em março de 2010 que a produção da Angels Advocate havia sido cancelado e o projeto foi arquivado por tempo indeterminado. A gravadora de Carey Island Def Jam afirmou que a cantora estava trabalhando em um novo projeto e "novas surpresas". O Metro revelou que Carey estava gravando um novo álbum de estúdio ou possivelmente um álbum de Natal.
Em uma entrevista para o Rap-Up em abril de 2010, Jermaine Dupri disse que ele e Carey já haviam começado a trabalhar em novas músicas, afirmando que "a equipe da música da década está de volta ao laboratório. Este é o primeiro dia do novo álbum". Em 24 de abril, David LaChapelle disse que havia filmado a capa do álbum com neve falsa e renas de madeira, confirmando assim que o projeto era um álbum de Natal. Em 5 de maio, Dupri confirmou que ele e Carey estavam nos estágios iniciais de produção do álbum, que Bryan-Michael Cox e Johntá Austin estavam envolvidos no projeto e que esperavam lançar um single até o final do ano. Roger Friedman do Showbiz411 revelou algumas informações sobre o álbum em 3 de junho de 2010, dizendo que "o álbum de Natal de Mariah é muito exuberante, com muitas cordas e sem hip hop. Muito disso é dito ser 'ao vivo' e há uma orquestra e apresentaria uma nova versão de seu single de Natal de 1994, "All I Want for Christmas Is You". Foi noticiado em agosto de 2010 pelo Showbiz411 que Carey recrutou o compositor da Broadway Marc Shaiman para trabalhar no álbum, então sem título; A revista descreveu o emparelhamento como "incomum", mas observou que o resultado poderia ser "surpreendente". Em 1 de setembro de 2010, Merry Christmas II You, e que seria lançado em 2 de novembro com músicas originais, além de covers. O II representa ser uma continuação do primeiro álbum de Natal de Carey, Merry Christmas (1994).

## Composição
A faixa de abertura "Santa Claus Is Coming to Town" é uma introdução de vinte e dois segundos produzida por Carey e Shaiman. "Oh Santa!" é uma música de R&B em andamento acelerado e é uma das quatro novas composições originais. Ele foi escrito e produzido por Carey, Dupri e Cox, e sua instrumentação consiste em sinos de trenó , sinos, palmas de mãos e uma melodia de piano, apoiada por uma "batida de canto escolar". Liricamente, Carey faz um apelo ao Papai Noel pedindo-lhe para trazer de volta seu "bebê" a tempo para o Natal, cantando "Papai Noel vai vir e fazer dele meu neste Natal". Joey Guerra, do Houston Chronicle, observou que ele tem um swing de grupo de garotas dos anos 1960. A terceira faixa do álbum é uma faixa chamada "O Little Town of Bethlehem" / "Little Drummer Boy". Cary Ganz, da Rolling Stone, descreveu-o como um desempenho "direto e doce". "Christmas Time Is in the Air Again" é uma balada suavemente cantada apoiada por uma seção de cordas e embelezada com cordas e sinos. O escritor do The Village Voice, Juzwiak, sentiu que "Christmas Time Is In The Air Again" foi a única música em Merry Christmas II You que combinou com "a magia" de "All I Want for Christmas Is You", descrevendo-a como "requintada".

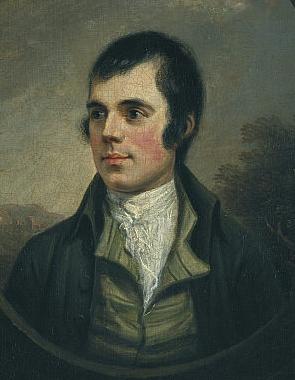
"Auld Lang Syne (The New Year's Anthem)" é uma reescrita de "Auld Lang Syne", um poema escocês de Robert Burns.

A faixa cinco é um interlúdio que é outro medley intitulado "The First Noel" / "Born Is the King". A seção "The First Noel" é uma música soul que consiste em Carey entregar um epílogo de piano e voz apoiado por uma bateria eletrônica 808, enquanto "Born Is the King"  é uma peça de "magia pura para bebês", de acordo com Juzwiak. "When Christmas Comes" é uma música soul com elementos de R&B; o instrumental consiste em órgãos, incluindo a trombeta executada por Rick Baptist e Greg Adams, e o trombone de Nick Lane. Liricamente, a música é sobre "dar o presente do amor", como Carey canta "E eu e você vamos ter um feriado / E nós não precisamos de mais ninguém para comemorar / E nós vamos nos beijar" Nossas preocupações e nossos cuidados de distância / Eu não posso esperar / Porque neste momento de Natal, ficar juntos / Vai ser tão bom, melhor do que nunca / E baby, você é o único tesouro especial".
A sétima faixa do álbum vem em forma de outra medley, desta vez chamada "Here Comes Santa Claus (Right Down Santa Claus Lane)" / "Housetop Celebration". Guerra observou que Carey acrescenta algum "estimulo para festas" em "Here Comes Santa Claus (Right Down Santa Claus Lane)", enquanto Eric Henderson da Slant Magazine pensou que o "Housetop Celebration" parte do medley "recicla a batida monolítico do instrutivo "Christmas Rappin" de Kurtis Blow". "Charlie Brown Christmas" é uma variação do especial de animação musical de Charlie Brown . Um pedaço de nostalgia, como descrito por Guerra, também faz uso de canções religiosas tradicionais. Um quarto medley intitulado "O Come All Ye Faithful/Hallelujah Chorus" apresenta a mãe de Carey, Patricia, que canta ópera durante a seção "Hallelujah Chorus". De acordo com Bill Lamb da About.com, "Mariah Carey está em sua melhor forma, pois ameaça levar tudo muito longe sonoramente com tons de ópera, notas impossivelmente altas e melisma com força total, mas de alguma forma tudo isso mantém juntos de forma emocionante".
A faixa dez é uma gravação ao vivo de "O Holy Night" de Carey no WPC em South Central Los Angeles. Ele faz uso de "notas mais profundas, guturais" e "notas altas de escala de oitava". É seguido por "One Child", escrito por Carey e Marc Shaiman, uma releitura do Nascimento de Jesus. Ele engloba uma gama de gêneros, incluindo o Natalino, adulto contemporâneo, urbano contemporâneo e música cristã contemporânea. "All I Want for Christmas Is You – Extra Festive" é uma regravação do original, que faz uso extras de sinos, produção mais robusta com campainhas amolecidas e um novo bumbo e novos vocais. A faixa final é uma reescrita de "Auld Lang Syne (The New Year's Anthem)" do poeta escocês e letrista Robert Burns, que foi escrito em 1788 e publicado em 1796. Produzido por Carey, Randy Jackson e Johnny "Sev" Severin de RedOne, eles re-intitulam "Auld Lang Syne (The New Year's Anthem)". É uma faixa influenciada pela música house com um instrumental "forte".

## Divulgação

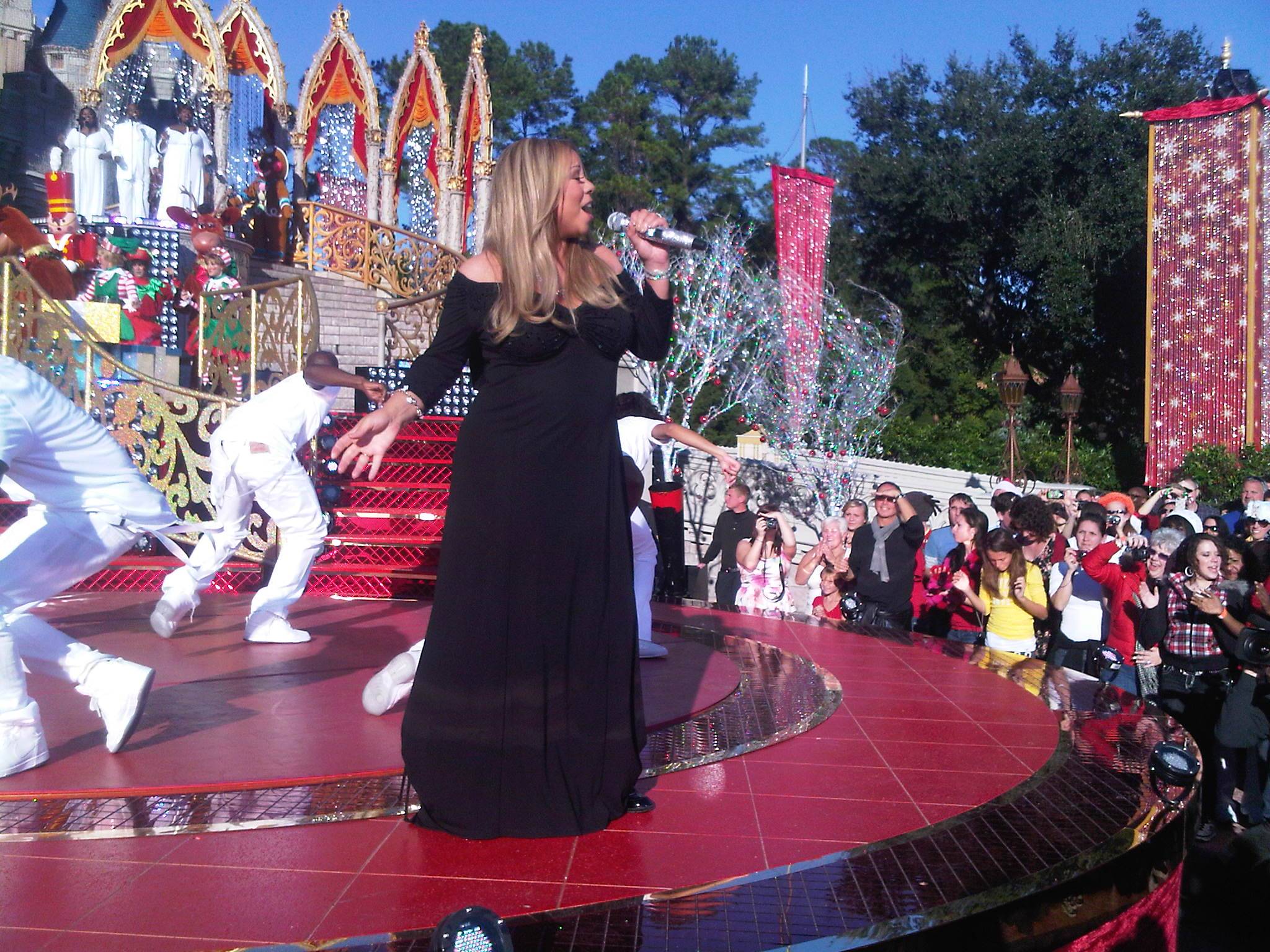
Carey performando "All I Want for Christmas Is You – Extra Festive" ao vivo no Walt Disney World Resort em Orlando, Flórida em 3 de dezembro de 2010

Em 20 de outubro de 2010, Carey apareceu no Home Shopping Network (HSN), onde foi entrevistada sobre o álbum e pré-gravou seis faixas, incluindo "The First Noel" / "Born Is the King", "O Little Town of Bethlehem" / "Little Drummer Boy" e "O Come All Ye Faithful" / "Hallelujah Chorus", o último com sua mãe Patricia Carey. Sobre gravar um álbum de Natal, Carey disse "Muitas pessoas olham para fazer um álbum de Natal como: 'Oh, é apenas uma coisa descartável e então eu vou fazer o meu álbum real'. Para mim, estas são faixas de atemporais de trabalho que pode durar ano após ano e por isso eu quero ser capaz de ouvi-lo"." Em 2 de novembro, apareceu para uma entrevista no The Ellen DeGeneres Show para divulgar o álbum. Merry Christmas II You foi lançado no Canadá e nos Estados Unidos para download digital e como CD físico em 2 de novembro. Uma edição especial contendo um Die Cut Ornament e cinco cartões de natal foi lançada exclusivamente através do Walmart no mesmo dia. Uma edição de colecionador contendo uma caixa de ouro de presente, um álbum de fotos de capa dura de quarenta páginas, uma folha de etiqueta e um ornamento de borboleta colecionável foi lançado em 16 de novembro via Amazon.com por US$ 60.31.
No dia seguinte, Carey apareceu no Lopez Tonight. Em 19 de novembro, Carey gravou uma performance de "Oh Santa!" no NBC Rockefeller Center Christmas Tree Lighting que foi ao ar no final do mês. Em 3 de dezembro, Carey cantou "Oh Santa!" bem como "All I Want for Christmas Is You" no Walt Disney World Christmas Day Parade, que contou com Carey rodeada por dançarinos, incluindo bailarinas e líderes de torcida, e terminou com fogos de artifício no final da performance. Um especial de televisão na ABC, pré-gravado, chamado Mariah Carey: Merry Christmas to You foi ao ar em 13 de dezembro. O show incluiu performances de "Oh Santa!" e "All I Want for Christmas Is You" acompanhado por sua mãe Patricia, e "O Come All Ye Faithful". Foi filmado no Orpheum Theatre, em Los Angeles, em 6 de novembro, e produzido por Carey e Joel Gallen. Acompanhado por um coral gospel, Carey apresentou "One Child" e "O Come All Ye Faithful" no evento Christmas in Washington no National Building Museum em Washington, DC. O desempenho foi ao ar em 17 de dezembro de 2010, na TNT.

## Singles

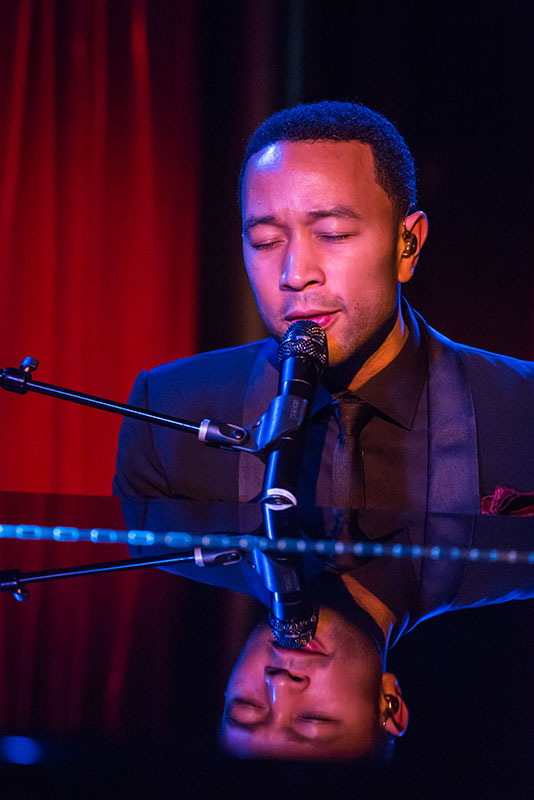
John Legend é apresentado na versão single de lançamento de "When Christmas Comes".

"Oh Santa!" foi lançado como o primeiro single e estreou em 01 de outubro de 2010. Ele recebeu uma resposta positiva dos críticos de música, com muitos elogiando sua composição e estilo. Tornou-se uma entrada recorde na parada de músicas da Billboard Adult Contemporary. Ele estreou no número doze e subiu para o número um na semana seguinte, tornando-se a primeira música a chegar ao pico em duas semanas no gráfico. Terminou no número quarenta e dois no gráfico de fim de ano do Adult Contemporary de 2011. Ele também alcançou o número um na parada Holiday Digital Songs, e número cem na Hot 100. "Auld Lang Syne (The New Year's Anthem)" foi lançado como um single promocional na forma de um EP remix em 14 de dezembro de 2010. Ele recebeu uma resposta negativa dos críticos, todos os quais desaprovaram como Carey re-compôs o poema tradicional de Burns em uma música de house music. Atingiu o número nove da parada da Holiday Songs.
"When Christmas Comes" foi lançado como o segundo single como um dueto recém-gravado com John Legend. A música foi enviada para as Rádios de sucessos contemporâneos e disponibilizada para download digital em 21 de novembro de 2011. Foi lançado no Reino Unido em 28 de novembro. Scott Shelter da PopCrush achava que o dueto era "superior" ao original, e o premiou com quatro estrelas de cinco.. Um videoclipe de acompanhamento dirigido por Sanaa Hamri para "When Christmas Comes" foi filmado na casa de Carey em Los Angeles e apresenta Carey e Legend fazendo uma festa comemorativa de Natal na casa, que inclui uma participação especial Nick Cannon. Possui filmagens do filme A Charlie Brown Christmas. O dueto alcançou o número setenta na parada Hot R&B/Hip-Hop Songs e o número quinze na parada Adult R&B Songs. Ele estreou no número 1 na Coreia do Sul em 27 de novembro de 2011, com vendas de 81.624. "Christmas Time Is in the Air Again" foi lançado como um single promocional em 2 de dezembro de 2012. Ele foi recebido positivamente pelos críticos, alguns dos quais compararam sua alta qualidade ao calibre de "All I Want for Christmas is You". Atingiu o número seis na parada internacional de singles de download da Coreia do Sul.

## A recepção crítica
| Críticas profissionais | Críticas profissionais |
| Pontuações agregadas   | Pontuações agregadas   |
| Fonte                  | Avaliação              |
| ---------------------- | ---------------------- |
| Metacritic             | 60/100                 |
| Avaliações da crítica  |                        |
| Fonte                  | Avaliação              |
| AllMusic               | [ 31 ]                 |
| About.com              | [ 32 ]                 |
| BBC Music              | (Positivo)             |
| Houston Chronicle      | [ 23 ]                 |
| Rolling Stone          | [ 24 ]                 |
| Slant Magazine         | [ 30 ]                 |
| The Village Voice      | (Negativo)             |

No Metacritic, que atribui uma classificação normalizada de 100 a críticas de críticos mainstream, Merry Christmas II recebeu uma pontuação média de 60, com base em oito avaliações, o que indica comentários "mistos ou médios". O escritor do About.com, Bill Lamb, elogiou o álbum, escrevendo que ele tem um "relaxamento, conforto" que é "envolvente". Ele escreveu que as composições originais eram "sólidas", elogiando "Oh Santa!", "One Child" e "When Christmas Comes", mas sentiu que "Christmas Time Is In the Air Again" foi ofuscado por sua orquestração pesada. Ele concluiu escrevendo "Mariah Carey conhece seus álbuns de Natal". Joey Guerra do Houston Chronicle ecoou os sentimentos de Lamb, acrescentando que o álbum deveria impulsionar a carreira de Carey. Ele foi elogiado por sua sensação geral, escrevendo que consegue capturar a "mesma magia" de seu álbum anterior de Natal, Merry Christmas, e que as canções originais se encaixam "confortavelmente" com os clássicos de Natal. Ele terminou sua resenha com "Há bastante espírito doce aqui para manter as festas alegres, musicais e brilhantes".
Stephen Thomas Erlewine do AllMusic, notou que as quatro novas composições originais davam a ele uma "sensação viva e moderna" e destacou "Oh Santa!" e "When Christmas Comes" como exemplos. Ele continuou a escrever que apesar de alguns covers, como "Auld Lang Syne" e "Charlie Brown Christmas" parecerem "rígidos", o álbum como um trabalho completo é "alegre e envolvente" e é um digno sucessor do álbum de natal anterior de Carey. Mike Diver, da BBC Music, pensou que, embora o álbum não seja necessariamente "inteligente", é "esperado que seja grande", e que enquanto "Oh Santa!" não está na "mesma liga" como "All I Want for Christmas Is You", é É uma encheção de linguiça regular.
A escritora da Rolling Stone, Caryn Ganz, não gostou das duas baladas originais, "Christmas Time Is In The Air Again" e "One Child", descrevendo-as como "grossas com a orquestração pegajosa", mas elogiou "Oh Santa!" e "When Christmas Comes" por suas melodias uptempo. No entanto, ela ficou confusa com a regravação de "All I Want for Christmas Is You", dizendo que "é difícil descobrir o que é 'mais festivo'", e brincou que é "muito mais fácil determinar o que está errado com 'Auld Lang Syne' (an awkward dance beat)". Ganz concluiu com "o coração quente do LP está no lugar certo". Eric Henderson da revista Slant, deu ao álbum duas e meia estrelas de cinco, escrevendo "Tudo sobre a sequência de Carey de 1994, se, em retrospecto, com certeza, o Feliz Natal é tão desesperador e habitual quanto tranquilizadoramente previsível. "Embora continuando a rotulá-lo como um "álbum inacreditavelmente aventureiro", ele também escreveu que "ele escuta notavelmente reconfortante". Ele sentiu que Merry Christmas II You "não era uma continuação, não era um remake, mas uma tentativa de retroceder o tempo de Carey. Enquanto ele continuou a rotulá-lo como um "álbum incrivelmente sem aventuras", ele também escreveu que é "notavelmente reconfortante". Rich Juzwiak do The Village Voice criticou Merry Christmas II You. Ele descreveu "One Child" como uma "releitura desnecessária", "Oh Santa!" como tentar demais e muito difícil cantar junto e "All I Want for Christmas Is You (Extra Festive)" como uma tentativa desesperada de Carey canonizando-se por regravar sua própria música. "O desespero quase enlouquecido de agradar os ouvintes pelo seu próprio bem acabou em Merry Christmas II You: Um "presente para seus fãs (ou pelo menos é o que ela diz) que eles, é claro, devem pagar, é o fascinante, profissional longa saga de auto-obsessão em poucas palavras".

## Desempenho comercial
Nos Estados Unidos, Merry Christmas II You estreou no número quatro na parada de álbuns da Billboard 200, com vendas na primeira semana de 55.000 cópias. Tornou-se seu décimo sexto álbum top dez, e em terceiro lugar entre as mulheres com mais top dez, depois de Madonna com dezenove e Barbra Streisand com trinta. Ele também alcançou o primeiro lugar na parada Top R&B/Hip-Hop Albums e na tabela Holiday Albums (a segunda a fazê-lo no último álbum, após Merry Christmas em 1994). O álbum também alcançou o número sete na parada de álbuns digitais. Foi certificado de ouro pelas vendas superiores a 500.000 cópias pela Recording Industry Association of America (RIAA) em 11 de janeiro de 2011. Em novembro de 2018, vendeu 587.000 cópias nos Estados Unidos. No Canadá, o álbum atingiu o número catorze. Fora dos Estados Unidos, o álbum não conseguiu sucesso similar. Chegou ao top 30 na Austrália e na Hungria, chegando ao número vinte e sete e ao número trinta, respectivamente. Atingiu o número quarenta e um na Itália, e o número quarenta e cinco na Áustria. Alcançou o número cento e um no Reino Unido em 27 de novembro de 2010.

## Faixas
| N.º            | Título                                                                           | Compositor(es)                                                              | Produtor(es)                               | Duração |  |
| 1.             | "Santa Claus Is Coming to Town" (intro)                                          | Haven Gillespie John Frederick Coots                                        | Mariah Carey Marc Shaiman                  | 0:22    |  |
| 2.             | "Oh Santa!"                                                                      | Carey Jermaine Dupri Bryan-Michael Cox                                      | Carey Dupri Cox                            | 3:31    |  |
| 3.             | "O Little Town of Bethlehem" / "Little Drummer Boy" (medley)                     | Phillips Brooks Lewis H. Redner Katherine Davis Henry Onorati Harry Simeone | Carey James "Big Jim" Wright Randy Jackson | 3:32    |  |
| 4.             | "Christmas Time Is in the Air Again"                                             | Carey Marc Shaiman                                                          | Carey Shaiman                              | 3:01    |  |
| 5.             | "The First Noel" / "Born Is the King" (interlúdio)                               | Tradicional                                                                 | Carey Wright Jackson                       | 4:32    |  |
| 6.             | "When Christmas Comes"                                                           | Carey James Poyser                                                          | Carey Poyser                               | 4:46    |  |
| 7.             | "Here Comes Santa Claus (Right Down Santa Claus Lane)" / "Housetop Celebration"  | Gene Autry Oakley Haldeman Benjamin Hanby                                   | Carey Dupri Cox                            | 3:28    |  |
| 8.             | "Charlie Brown Christmas"                                                        | Vince Guaraldi Lee Mendelson                                                | Carey Wright Jackson                       | 2:49    |  |
| 9.             | "O Come All Ye Faithful/Hallelujah Chorus"" (com participação de Patricia Carey) | George Frideric Handel                                                      | Carey Wright Jackson                       | 3:38    |  |
| 10.            | "O Holy Night" (ao vivo em WPC no South Central Los Angeles)                     | Adolphe Adam                                                                | Carey Walter Afanasieff                    | 5:00    |  |
| 11.            | "One Child"                                                                      | Carey Shaiman                                                               | Carey Shaiman                              | 4:25    |  |
| 12.            | "All I Want for Christmas Is You – Extra Festive"                                | Carey Afanasieff                                                            | Carey Wright Jackson                       | 4:02    |  |
| 13.            | "Auld Lang Syne (The New Year's Anthem)"                                         | Robert Burns Carey Jackson Johnny "Sev" Severin                             | Carey Jackson Severin                      | 3:47    |  |
| Duração total: | Duração total:                                                                   | Duração total:                                                              | Duração total:                             | 46:53   |  |

Notas
- "Charlie Brown Christmas" contem elementos de "Linus and Lucy" e "Christmas Time Is Here."

## Desempenho nas tabelas musicais
| Chart (2010)                                  | Maior posição |
| --------------------------------------------- | ------------- |
| Alemanha (Offizielle Top 100)                 | 77            |
| Alemanha (IFP)                                | 28            |
| Austrália (ARIA)                              | 27            |
| Áustria (Ö3 Austria)                          | 45            |
| Bélgica (Ultratop Flanders)                   | 87            |
| Bélgica (Ultratop Wallonia)                   | 85            |
| Canadá (Billboard)                            | 14            |
| Espanha (PROMUSICAE)                          | 56            |
| Estados Unidos (Billboard 200)                | 4             |
| Estados Unidos (Billboard Holiday Albums)     | 1             |
| Estados Unidos (Billboard R&B/Hip-Hop Albums) | 1             |
| França (SNEP)                                 | 82            |
| Hungria (MAHASZ)                              | 30            |
| Itália (FIMI)                                 | 41            |
| Japão (Oricon)                                | 24            |
| Países Baixos (MegaCharts)                    | 52            |
| Reino Unido (OCC)                             | 101           |
| Reino Unido (OCC)                             | 12            |
| Suécia (Sverigetopplistan)                    | 40            |

| Tabela musical (2010)          | Posição |
| ------------------------------ | ------- |
| Coreia do Sul (Gaon)           | 3       |
| Tabela musical (2011)          | Posição |
| Estados Unidos (Billboard 200) | 84      |

## Vendas e certificações
| Região                | Certificação | Vendas  |
| --------------------- | ------------ | ------- |
| Estados Unidos (RIAA) | Ouro         | 587,000 |
|                       |              |         |